# Erica Lillegg
Erica Lillegg (* 18. Januar 1907 in Graz; † 12. Dezember 1988 in Cosne-Cours-sur-Loire, Frankreich) war eine österreichische Kinderbuchautorin.

## Leben
Maria Erika Paula Lillegg wurde 1907 als zweitjüngstes von sieben Kindern geboren. 1909 starb der Vater vor der Geburt der jüngsten Tochter. Nach der Volksschule und dem Besuch des Gymnasiums in Wien-Döbling begann Lillegg eine Ausbildung zur Chemielaborantin. Im Anschluss studierte sie Germanistik an der Universität Wien und arbeitete als freie Journalistin. 1935 lernte sie den nach Wien emigrierten deutsch-französischen surrealistischen Maler und Grafiker Edgar Jené kennen, mit dem sie sich bald eine Wohnung in der Belvederegasse teilte und den sie 1939 heiratete. Sie lernte bedeutende Surrealisten wie André Breton kennen, übersetzte surrealistische Texte aus dem Französischen ins Deutsche und führte gemeinsam mit ihrem Mann in Wien eine Art künstlerischen Salon.
Während des Zweiten Weltkrieges arbeitete sie als Sekretärin im Wiener Rathaus, während ihr Mann, dessen Kunst seit 1935 als „entartet“ bezeichnet wurde, ab 1940 als Übersetzer im Gefangenenlager Gneixendorf bei Krems arbeitete. Nach dem Krieg versuchten Lillegg und Jené von 1945 bis 1950 eine neue surrealistische Bewegung in Wien zu etablieren. Jené gilt als Vorbild für die von Johann Muschik als Wiener Schule des phantastischen Realismus bezeichnete künstlerische Bewegung. Ende 1947 stieß auch kurzzeitig der Dichter Paul Celan zum surrealistischen Kreis in Wien. Bis 1960 standen Lillegg und Celan in beruflichem und freundschaftlichen Briefkontakt.
1948 erschien mit Jakob war ein Schusterjunge das erste Kinderbuch Lilleggs. Sie schrieb weiterhin Artikel und Feuilletons für deutschsprachige Zeitungen. 1953 zog Lillegg nach Paris. 1955 erschien der Roman Vevi im Heinrich Ellermann Verlag in Hamburg. Er handelt von einem kleinen Mädchen namens Vevi, das eine magische Wurzel geschenkt bekommt, welche sich in ihrer Abwesenheit zu einer Doppelgängerin verwandelt. Im Laufe der Geschichte entwickelt das sogenannte Wurzelmädchen jedoch ein ungeahntes Eigenleben. Der Roman wurde in fünf Sprachen übersetzt. 1955 wurde Vevi vom Börsenverein des deutschen Buchhandels zu einem der fünfzig schönsten Bücher des Jahres gekürt, 1956 auf die Auswahlliste des Deutschen Jugendbuchpreises gesetzt. 1958 wurde Feuerfreund, ihr zweiter Roman, mit dem Deutschen Jugendbuchpreis ausgezeichnet, Vevi auf die Ehrenliste des Hans Christian Andersen Preises gesetzt. In den folgenden Jahren erschienen weitere Romane für Kinder und wurden in verschiedene Sprachen übersetzt.

## Rezeption
Zu Lebzeiten wurde Erica Lillegg vor allem in Deutschland als Kinderbuchautorin sehr geschätzt, in Österreich hingegen lange Zeit kaum beachtet. Selbst schreibt sie hierzu: „Österreich ignoriert mich mit gerade für Österreich erstaunlicher Konsequenz. Und das seit immer.“ Heute gilt Lillegg als Wegbereiterin der phantastischen Kinderliteratur, ihr Roman Vevi als „erste genuin deutschsprachige fantastische Kindererzählung“. Seit 2008 lagert der Nachlass Lilleggs im Literaturarchiv der Österreichischen Nationalbibliothek. 2009 fand ein Symposium zu Leben und Werk der Autorin im Kinderliteraturhaus in Wien statt.
Im Herbst 2019 wurde der Roman Vevi im Vorarlberger Landestheater erstmals in einer Theaterfassung aufgeführt. Die Fassung wird vom Verlag für Kindertheater verlegt. Im März 2025 wurde Vevi in einer Theaterfassung von Dagmar Stehring und Iris Harter am Grazer Kinder- und Jugendtheater Next Liberty aufgeführt.

## Werke
- Jakob war ein Schusterjunge und andere Geschichten für Kinder (1948)
- Vevi (1955), Übersetzungen ins Niederländische (1956), Schwedische (1959), Italienische (1959), Dänische (1961) und Japanische (o. J.); 1956 als Hörspiel gesendet[21]
- Feuerfreund (1957), Übersetzungen ins Niederländische (1959), Italienische (1959 als Zolfanello) und Japanische (1973)
- Michel und das Milchpferd (1957), 1959 als Michiel en het melkpaard in den Niederlanden erschienen
- Scarlet und die Eifersucht (1958)
- Scarlet. Ihr Weg zum Theater (1961), Übersetzung ins Polnische (1967)
- Peps (1964), Übersetzungen ins Japanische (1964) und Italienische (1971)
- Die Spieldose (1968)
- Nämlich ... das sind die Geschichten von Herrn Nämlich (1973), 1975 als Hörspiel auf MC und LP erschienen
- Erika und Erik (1988)